# Dodo Heinrich zu Innhausen und Knyphausen
Freiherr Dodo Heinrich zu Innhausen und Knyphausen (* 3. August 1729 in Berlin; † 31. Mai 1789 ebenda) war ein preußischer Diplomat. Er hat während des Siebenjährigen Krieges die britische Unterstützung für Preußen verhandelt.
Seine Eltern waren der preußische Minister Friedrich Ernst zu Innhausen und Knyphausen (1678–1731) und dessen Ehefrau Charlotte von Ilgen (1702–1751), Tochter des Ministers Heinrich Rüdiger von Ilgen. Sein Vater war Vertreter einer englischen Fraktion am preußischen Hof und damit Befürworter einer Heirat eines preußischen Prinzen und einer englischen Prinzessin. Daher wurde sein Vater Friedrich Ernst 1730 vom Hof verbannt.

## Leben
Er begann seine diplomatische Laufbahn als Sekretär von Jakob Friedrich von Rohd (1703–1784), der seit 1747 preußischer Gesandter in Stockholm war. Als George Keith 1751 preußischer Gesandter in Paris wurde, kam Knyphausen als sein Sekretär mit. Er war zeitlebens ein großer Verehrer von Keith, auch dieser hielt große Stücke auf Knyphausen, der ein sehr gutes Gedächtnis und große Umsicht besaß. Als Keith 1754 auf eigenen Wunsch abgelöst wurde, ernannte der preußische König Friedrich II. den erst 24-jährigen Knyphausen zum Vertreter Preußens am französischen Hof. Als im Vorfeld des Siebenjährigen Krieges 1755 der französische Diplomat Louis-Jules Mancini-Mazarini nach Preußen geschickt wurde, war der preußische Hof bereits vorbereitet. Letztlich kam das preußisch-französischen Bündnis nicht zustande, stattdessen wurde am 16. Januar 1756 die Konvention von Westminster mit Großbritannien unterschrieben. Der französische Hof war sehr verbittert und schloss am 1. Mai mit dem Vertrag von Versailles ein Bündnis mit Österreich und Russland.
Im August 1756 brach der Siebenjährige Krieg aus. Im November wurde der preußische Gesandte zurückgeholt und Frankreich zog seinen Gesandten den Marquis de Valory aus Berlin ab. Im Juni 1758 schickte man Knyphausen nach London. Dort war Louis Michell preußischer Gesandter, dieser kam aber mit den Verhandlungen zu den Subsidien-Verträgen nach der Meinung des Königs nicht voran. Als Vertreter Preußen schloss Knyphausen mit dem englischen Premierminister William Pit mehrere Verträge. Nach dem ersten Vertrag vom 11. April 1758 folgten weitere am 7. Dezember 1758, 9. November 1759 und 12. Dezember 1760. Infolge dieser Verträge marschierten schon bald englische Soldaten im Westen des Deutschen Reiches unter dem Kommando von Ferdinand von Braunschweig. Dadurch war die französische Armee so gebunden, dass sie keine Reserven mehr nach Amerika schicken konnte. Angesicht dieses Umstandes soll Pitt gesagt haben: Ich habe in Deutschland Amerika erobert. Nur die von Preußen gewünschte Flottenpräsenz in der Ostsee wurde verweigert. Für seine Verdienste erhielt Knyphausen 1760 die Drostei Stickhausen.
Die Zusammenarbeit endete als Georg III. am 5. Oktober 1761 die Regierung ablöste und sie durch eine unter John Stuart ersetzte. Dieser war gegen eine Allianz mit Preußen. Der Vertrag wurde nicht erneuert, denn die Regierung Stuart stellte Bedingungen, die Berlin nicht akzeptierte. Knyphausen wollte die Allianz aber unter allem Umständen halten. Als im Januar 1762 die Zarin Elisabeth starb und der preußenfreundliche Zar Peter die Macht übernahm, wurde der preußische Gesandte aus London abberufen. Er verließ am 13. Februar den englischen Hof. Nun war er beim preußischen König in Ungnade gefallen und es dauerte bis zum Frieden von Hubertusburg bis man ihm einen neuen Posten anbot. Er sollte preußischer Gesandter in Wien werden, doch das ihm gebotene Gehalt von 5000 Talern, schien ihm nicht ausreichend für die notwendige repräsentative Haushaltung. Er bat daher um seinen Abschied, der ihm im Mai 1763 gewährt wurde.
Im Jahr 1765 holte ihn Friedrich II. zurück und machte ihn zum Generalkommissar des Handels und der Finanzen. Damit war er für die Einnahmen aus dem Tabakmonopol und anderen Steuern zuständig. Als Friedrich Christoph von Görne (1734–1817) zuständiger Minister wurde, forderte Knyphausen im Dezember 1774 seinen Abschied, denn er misstraute Görne zutiefst. Auch das Angebot einer Berufung zum geheimen Etat- und dirigierender Minister des Generaldirektoriums lehnte er ab. Daher wurde er am 11. Januar 1775 entlassen. Der König war sehr zornig und entzog ihm zudem die Drostei Stickhausen. Wie sehr Knyphausen recht hatte, zeigte sich schon bald als Görne 1782 wegen Unterschlagung verhaftet und in der Festung Spandau interniert wurde.
Knyphausen bekleidete danach kein öffentliches Amt mehr. Er genoss das Vertrauen des Prinzen Heinrich und war in der Berliner Gesellschaft beliebt. Er starb am 31. Mai 1789 im Palais Dönhoff in der Wilhelmstraße in Berlin. Seine Porträtbüste von Christopher Hewetson (1783) stand bis 1945 im Schloss Tamsel in der Neumark.

## Familie
Er war seit dem März 1776 mit Sophie Friederike von Wreech (* 27. Mai 1732; † 19. Juni 1784) verheiratet, diese war die Witwe des Grafen Stanislaus Gerhard von Dönhoff und Tochter des Generals Adam Friedrich von Wreech (1689–1749). Das Paar hatte keine Kinder. Nach ihrem Tod wurden beide in der Kirche von Tamsel beigesetzt.